# NGC 3617
NGC 3617 est une galaxie elliptique située dans la constellation de l'Hydre. NGC 3617 a été découverte par l'astronome britannique John Herschel en 1836.

## Caractéristiques
Sa vitesse par rapport au fond diffus cosmologique est de 2 517 ± 26 km/s, ce qui correspond à une distance de Hubble de 37,1 ± 2,6 Mpc (∼121 millions d'al).
À ce jour, une mesure non basée sur le décalage vers le rouge (redshift) donne une distance d'environ 34,200 Mpc (∼112 millions d'al). Cette valeur est tout juste à l'extérieur des valeurs de la distance de Hubble. Notons cependant que c'est avec la valeur moyenne des mesures indépendantes, lorsqu'elles existent, que la base de données NASA/IPAC calcule le diamètre d'une galaxie et qu'en conséquence le diamètre de NGC 3617 pourrait être d'environ 33,9 kpc (∼111 000 al) si on utilisait la distance de Hubble pour le calculer.